# 药典
药典（英語：Pharmacopoeia）是一个国家收录记载药品规格、制剂工艺、检验标准的法典，由国家组织专门的药典编纂委员会编写，药典具有法律的约束力。一般来说一个国家的药典只收录那些药效确切、副作用小、品質稳定的药物及其制剂，并对其品質标准，製备要求、鉴别、杂质检查、含量测定做出具有法律效力的规定，作为药品生产检验供应与使用的法律依据。由于涉及药品的生产工艺品質标准和检测技术，所以一个国家药典的水準直接反映了一个国家医药工业的发展水準。目前世界上大约有将近40多个国家編寫药典，此外还有国際药典。
世界上最早的全国性药典是中国历史上出现的《唐本草》（又名《新修本草》成书于唐显庆4年，公元659年）；中国最早的官方颁布的成方规范是《太平惠民和剂局方》收录了处方788种。

## 各國藥典

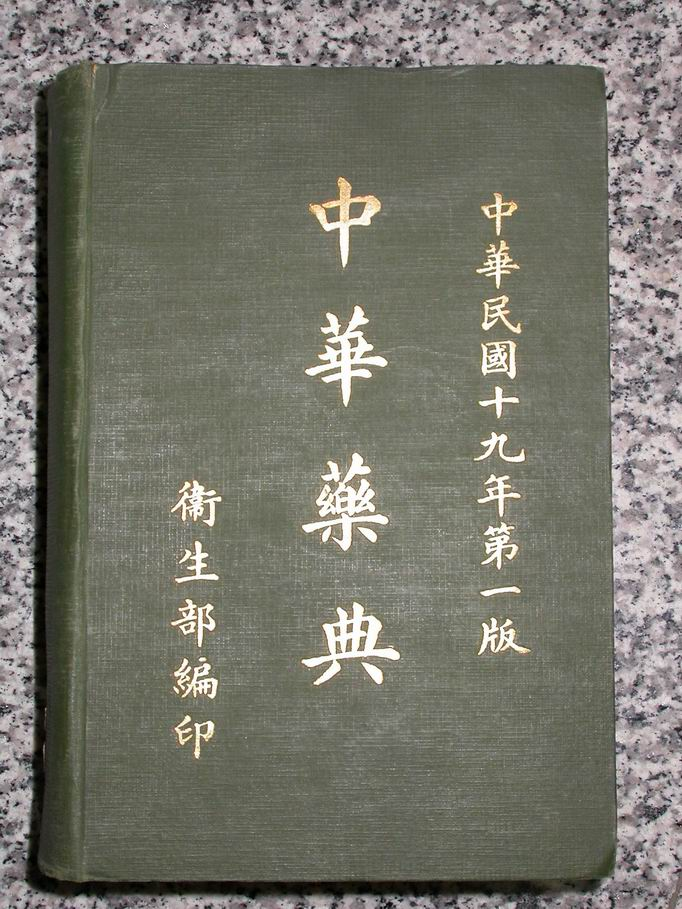
第一版中华药典

- 歐洲藥典 (European Pharmacopoeia) 歐洲藥品質量管理局於2016年7月出版第9版歐洲藥典Ph.Eur.，其中包含成分 (藥物成分、輔料、草藥)、劑型、分析方法和品質標準等。
- 美国药典（United States Pharmacopoeia）美國藥典是由科學非營利組織美國藥典委員會所發表
- 英国药典（British Pharmacopoeia）
- 日本药典（日語：日本薬局方）
- 1930年中華民國衛生部出版了《中華藥典》。
- 1949年中华人民共和国建立以后，于1953年出版《中华人民共和国药典》；以后又出版了1953年版第一增订本、1957年版、1963年版、1972年版、1985年版、1990年版、1995年版、2000年版、2005年版、2010年版及2015版药典。现行为2015年版。

### 中華民國
- 1930年出版了《中华药典》。中華民國于1949改版《中华药典》第二版，之后陆续改版了1980年第三版、1995年第四版、2000年第五版、2006年第六版及2011年第七版，目前最新版本為2021年第九版。
- 因應台灣正名運動，於2005年8月31日將《中華中藥典》更名為《台灣傳統藥典》[1]，2013年4月再改名為《臺灣中藥典》(Taiwan Herbal Pharmacopeia)。

## 國際藥典
- 国际药典（The International Pharmacopoeia）是世界卫生组织综合世界各国药品质量标准和品質控制方法编写的，其特殊之处在于仅供各国编定各自的药品规范时作为技术文献参考，并不具有法律约束力。
- 欧洲药典